# 3 Pułk Piechoty (LP)

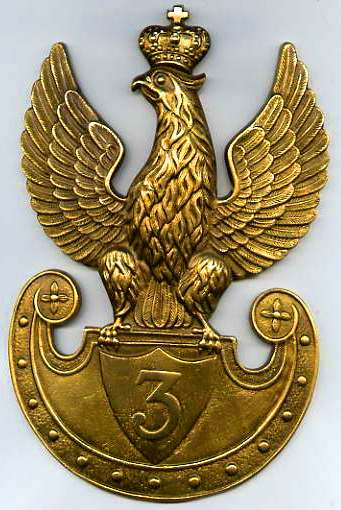
Orzełek 3 ppLeg

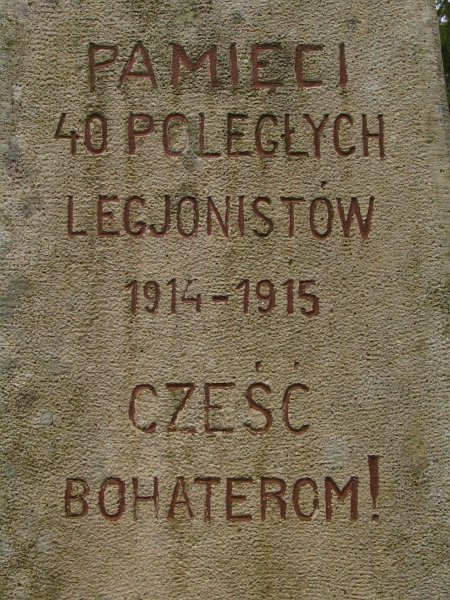
Napis na obelisku w Rafajłowej

3 Pułk Piechoty (3 pp) – oddział piechoty Legionów Polskich.
Pułk został sformowany po wybuchu I wojny światowej z żołnierzy rozwiązanego wcześniej Legionu Wschodniego, uzupełnionego ochotnikami ze Śląska i Galicji. Uczestniczył w działaniach wojennych już od października 1914 roku, brał udział między innymi w bitwach pod Mołotkowem, Rafajłową, I i II bitwie pod Kostiuchnówką, starciach pod Rarańczą i Kaniowem. Rozbrojony w maju 1918 roku.

## Formowanie
Formowanie 3 Pułku Piechoty Legionów Polskich rozpoczęto w Krakowie na przełomie sierpnia i września 1914. Pułk składał się z legionistów byłego Legionu Wschodniego, a także ochotników z Galicji i Śląska oraz żołnierzy batalionu uzupełniającego 1 pułku Legionów w Choczni.
Część kadry oficerskiej i podoficerskiej pochodziła z Oddziałów Strzeleckich Piłsudskiego. Jesienna ofensywa rosyjska i związane z tym potrzeby frontu uniemożliwiły zakończenie mobilizacji. Na początku września 1914 roku pułk (w niepełnym stanie etatowym) skierowano na front węgierski. Dowództwo objął Komendant Legionów, generał Karol Durski-Trzaska.

## Walki pułku
Oddziały przetransportowano do Huszt. I i IV batalion pod dowództwem kpt. Józefa Hallera wysłano na przełęcz Pantyrską do miejscowości Königsfeld. II batalion pod dowództwem por. Zygmunta Roklana-Hofbauera skierowano do Marmarosz-Sziget. I batalion skoncentrowano pod Neu-Szölfös i Királyháza.
W połowie października pułk wraz ze współpracującymi z nim: 2 pułkiem piechoty, 2 i 3 szwadronem kawalerii oraz bateriami artylerii skoncentrowano pod Königsfeld. W trakcie kolejnych działań oddziały pułku opanowały miejscowości: Sołotwina, Pasieczna, Pniów, Nadwórna i Bohorodczany. Walczyły też pod Hwozdem i Cucyłowem. Szczególnie ważny okazał się bój o Rafajłową (22–23 października 1914 roku). Oddziałom 3 pułku udało się tam powstrzymać nacierające oddziały rosyjskie i uniemożliwić im przejście Przełęcz Rogodze Wielkie, czyli przedostanie się z zachodniej strony Karpat do Galicji.

### Bitwa pod Mołotkowem
29 października 1914 roku doszło do bitwy pod Mołotkowem. Łącznie siły legionowe – wraz z 2 pułkiem piechoty oraz 2 i 3 szwadronem jazdy i artylerią – liczyły około 8000 żołnierzy. Strona rosyjska miała do dyspozycji 15 000 żołnierzy. Po kilku godzinach krwawych walk oddziały polskie rozpoczęły odwrót, tracąc łącznie 900 żołnierzy: 200 zabitych, 300 rannych i 400 wziętych do niewoli. Straty Rosjan były mniejsze – 100 zabitych oraz kilkuset rannych i jeńców – ale na tyle poważne, że uniemożliwiły im prowadzenie działań zaczepnych przez kilka następnych dni.

### Bitwa pod Kirlibabą
W dniach 18–22 stycznia 1915 roku II i IV batalion 3 pułku piechoty brał udział w zwycięskiej bitwie pod Kirlibabą. 

### Przełęcz Legionów. Bitwa pod Rafajłową

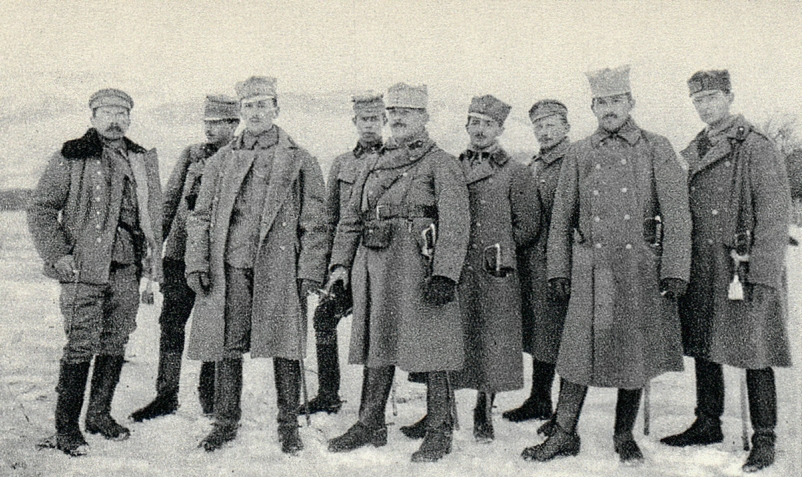
Grupa oficerów 3 pułku piechoty Legionów Polskich w Rafajłowej

W dniach od 30 października do 25 listopada 1914 roku pułk osłaniał miejscowość Zielona i bronił dostępu do Przełęczy Legionów. 26 listopada 1914 roku oddziały 2 i 3 pułku piechoty podzielono na dwie grupy. Pierwsza broniła przełęczy. Drugą przerzucono na Huculszczyznę. Nocą 23 na 24 stycznia 1915 roku I i III batalion 3 pułku piechoty odparł kontratak rosyjski na Rafajłową i Przełęcz Legionów.

### W II Brygadzie
Do marca 1915 roku poszczególne bataliony pułku walczyły oddzielnie, biorąc udział w walkach: nad Bystrzycą Nadwórniańską i Bystrzycą Sołotwińską, Jaworowem, Sokołowką, Jasieniowem Górnym, Żabiem i Kosmaczem, powstrzymując Rosjan kierujących się ku Bukowinie. W dniach 9–10 grudnia 1914 roku walczyły pod Ökörmezö, a 18–23 stycznia 1915 roku pod Kirilibabą.
W marcu 1915 roku bataliony walczyły w ramach zgrupowania gen. Durskiego na Bukowinie i w Galicji Wschodniej pod miejscowościami: Berehomet, Bortniki, Bratyszewo, Briaza, Jezierzany, Korolówka, Kniaże, Łopuszna, Łukawiec, Moldava, Niżniów, Seletyn, Stanieste, Śniatyń i Tłumacz. Następnie przeniesiono je w rejon Kołomyi, gdzie pułk poddano reorganizacji.
Od 15 kwietnia 1915 roku pułk włączono do nowo utworzonej II Brygady Legionów. Dowódcą 3 pułku piechoty został awansowany do stopnia majora Henryk Minkiewicz. Poszczególnymi batalionami dowodzili:
- I batalion – kpt. Bolesław Zaleski,
- II batalion – por. Józef Szczepan,
- III batalion – por. Józef Zając.

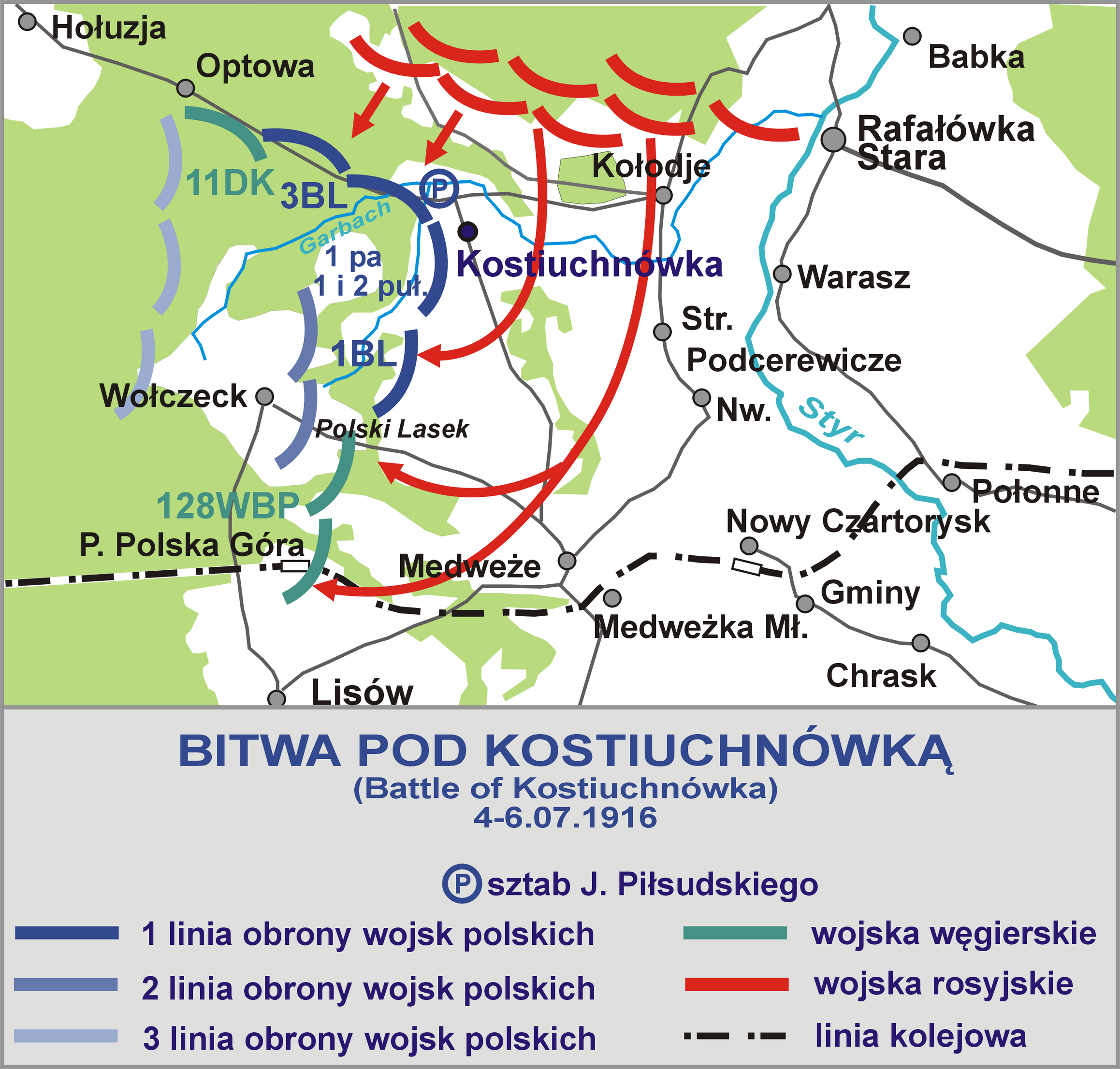
Plan bitwy

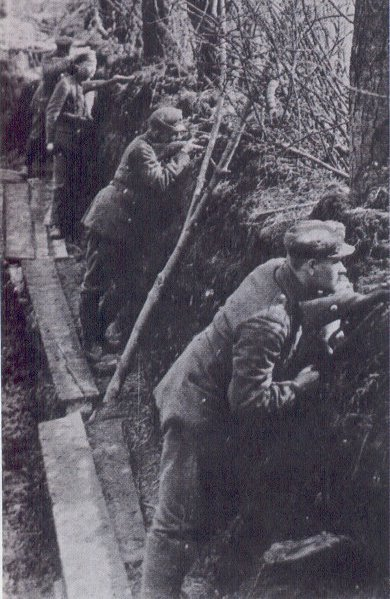
Kostiuchnówka, 1916

Wiosną 1915 roku państwa centralne podjęły ofensywę na froncie wschodnim. Jej efektem było zajęcie dotychczasowych terenów do linii Ryga (na północy) – Dniestr (na południu). W połowie kwietnia 1915 roku jednostki pułku ponownie przebazowano do Besarabii, gdzie do początków maja trwały walki pozycyjne. 7 maja obsadzono front na odcinku Dobronowce – Toporowce. 12 maja 1915 roku pułk rozpoczął odwrót nad Prut i wziął tam udział w walkach odwrotowych i pozycyjnych. 4 czerwca 1915 roku pułk nieudanie próbował przełamać front. Powodzeniem zakończył się atak 7 czerwca 1915 roku, dzięki czemu 10 czerwca legioniści opanowali miejscowość Witelówka, a nazajutrz, po krwawym boju – Zadobrówkę. W wyniku tych działań pułk zajął pozycje nad rzeką Rokitnianka.
Do 3 czerwca 1915 roku trwały wielokrotnie próby przełamania pozycji rosyjskich. Doszło tu między innymi do słynnej szarży ułanów współpracującego z pułkiem 2 Szwadronu Kawalerii pod Rokitną. Nocą z 13 na 14 czerwca 1915 roku Rosjanie opuścili pozycje pod Rokitną, a oddziały legionowe przeszły do pościgu.
W czerwcu pułk wraz z II Brygadą przegrupował się na pogranicze besarabsko-bukowińskie i 16 czerwca obsadził pozycje pod Rarańczą. Po kilku dniach zaciekłych bojów z Rosjanami i odparciu wielu ataków front ustabilizował się na około cztery miesiące.
Jesienią 1915 roku oddział przerzucono na Wołyń. Wziął tam udział w krwawej bitwie w rejonie Wielkiej Miedwierzy, gdzie 9 listopada zdobyto Kostiuchnówkę. Pułk odznaczył się szczególnym męstwem w zdobyciu tzw. Wzgórza Cegielnianego, a następnie położonego na jego tyłach lasu.
Do czerwca 1916 roku na froncie pułku trwał względny spokój.
Późną wiosną na południowym odcinku frontu wschodniego ruszyła ofensywa rosyjska – tzw. ofensywa Brusiłowa. W maju 1916 roku pułk wraz z całą II Brygadą przesunięto na linię rzeki Styr, gdzie znajdował się w odwodzie. W dniach 3–7 lipca 1916 roku wraz z innymi jednostkami legionowymi wziął udział w II bitwie pod Kostiuchówką. W trakcie odwrotu nad rzekę Stochód zdobył Rudkę Miryńską (3 sierpnia 1916 roku). Po tych działaniach front ustabilizował się na dłuższy czas.
W październiku 1916 roku pułk skierowano na odpoczynek w rejon Baranowicz na Polesiu, skąd w dniach 27–29 listopada przebazowano go do Warszawy.
2 stycznia 1917 roku przeniesiono pułk do Zegrza, gdzie legioniści zostali poddani szkoleniu według regulaminów niemieckich, co trwało aż do sierpnia. Latem 1917 roku w Legionach rozgorzał tzw. „kryzys przysięgowy”: Niemcy, którzy od kwietnia przejęli dowództwo nad Legionami Polskimi, zażądali od legionistów – obywateli byłego zaboru rosyjskiego – złożenia przysięgi na wierność Cesarstwu Niemieckiemu i Austro-Węgrom, wbrew opinii Józefa Piłsudskiego. Doszło do rozdźwięków na tym tle w całych Legionach, również i w 3 pułku. Na łączną liczbę zobowiązanych do przysięgi pięciu oficerów i 496 szeregowych pułku, złożyło ją odpowiednio dwóch i 297, zaś 3 i 199 odmówiło. Internowano ich w obozach w Beniaminowie i w Szczypiornie.
24 sierpnia 1917 roku dyslokowano pułk w rejon Przemyśla. Kiedy zdecydowana większość oficerów i żołnierzy opowiedziała się za pozostaniem w służbie, 25 października 1917 roku został on odesłany na front nad Prut. W związku z uszczupleniem stanów osobowych i brakiem uzupełnień przeprowadzono reorganizację. Pułk posiadał trzy bataliony po trzy kompanie każdy. Po krótkim pobycie na linii frontu w rejonie Czerniowiec pułk wycofano do odwodu do lutego 1918 roku. Po podpisaniu przez Austro–Węgry traktatu z Ukrainą w jednostkach II Brygady, w tym i w 3 Pułku Piechoty podjęto decyzję o przebiciu się przez front na Ukrainę, pod miejscowością Rarańcza. Datę rozpoczęcia ustalono na 15 lutego 1918 roku. Ustalono również kolejność w kolumnie przebijających się oddziałów legionowych. 3 Pułk Piechoty miał iść na końcu kolumny, a jego kompania szturmowa miała stanowić straż tylną. 2 Pułkowi Piechoty, który przebijał się przez front jako pierwszy, udało się to po krótkim boju.
Idący w końcu kolumny 3 Pułk Piechoty napotkał na opór jednostek austriackich. Po zejściu z głównego kierunku marszu i przebiciu się przez nieumocnione pozycje austriackie około pięciu kilometrów na wschód od dotychczasowej osi marszu pułk dostał się bez większych strat na stronę ukraińską. Tam połączył się z 2 pułkiem piechoty i dowództwem Brygady. Maszerując na Chocim, stoczył bój z jednostkami bolszewickimi o przeprawę przez Dniestr pod Żwańcem. Pod Kamieńcem Podolskim nawiązano pierwszy kontakt z oddziałami polskimi na Ukrainie. Pułk zajął pozycje na linii Kamieniec Podolski–Bar, osłaniając przed jednostkami bolszewickimi koncentrację luźnych oddziałów polskich. Na skutek ponownej ofensywy wojsk austriacko-niemieckich pułk skoncentrował się z 2 Pułkiem Piechoty i odmaszerował na południowy wschód. Zgrupowanie przez Mohylów, Wierzbowce, Ożaryńce, Wojewczyńce i Bukatynkę, skierowało się na Soroki, gdzie koncentrował się II Korpus Polski. Cel osiągnięto 6 marca, po ponad trzystukilometrowym marszu przez zrewoltowaną i zanarchizowaną Ukrainę.

### W II Korpusie Polskim. Rozbicie pułku

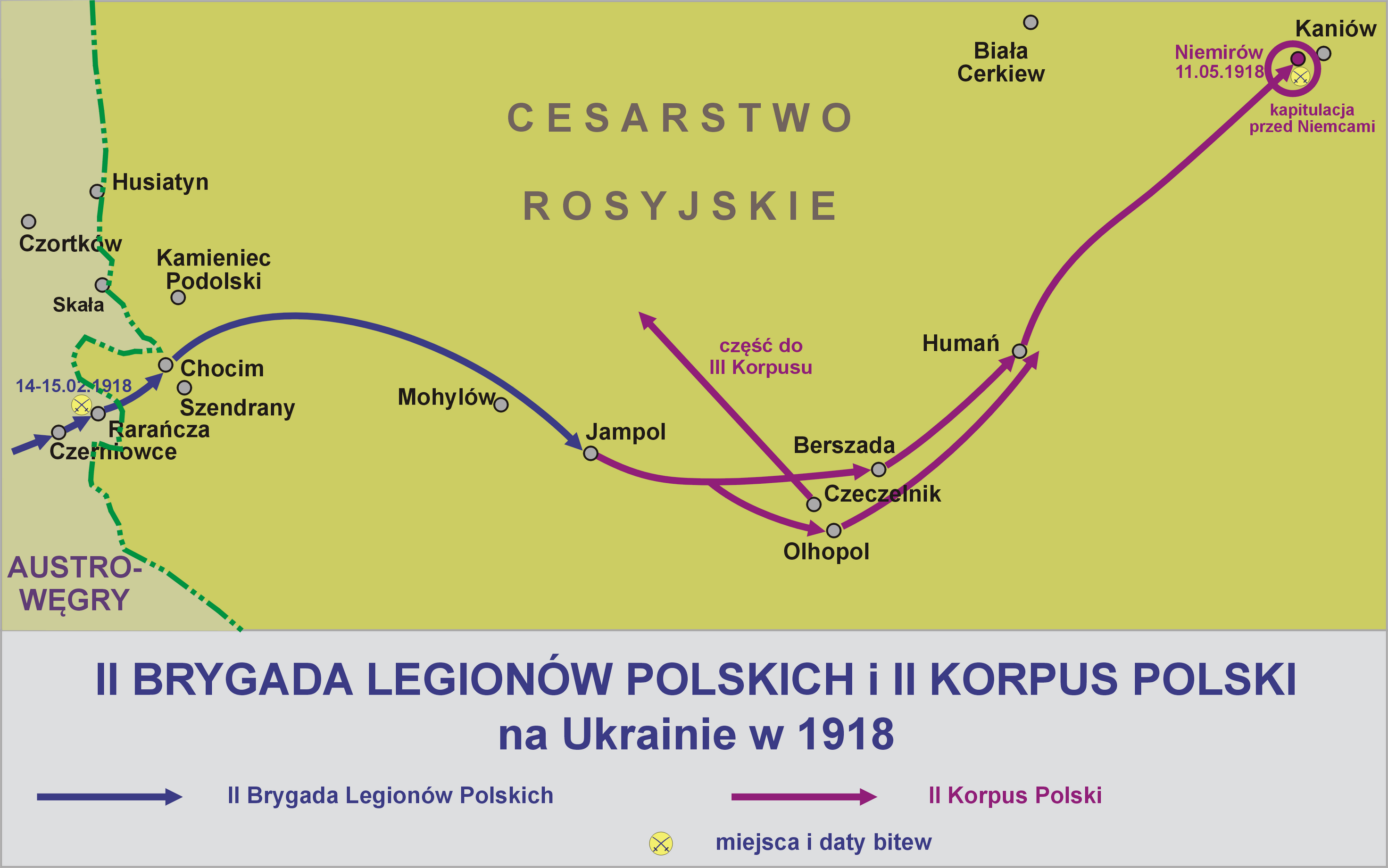
Pułk walczył w składzie II Korpusu

W Sorokach zreorganizowano nowo przybyłe i miejscowe oddziały polskie w II Korpus Polski.
Na skutek postępującej ofensywy niemieckiej Korpus wycofał się nad Dniepr, gdzie zatrzymał się w rejonie Kaniowa. W tym czasie doszły tam jednostki niemieckie. Trwające parę dni nieformalne zawieszenie broni przerwali z zaskoczenia Niemcy, uderzając o świcie 11 maja na pozycje II Korpusu, co spowodowało jego cofnięcie się o kilka kilometrów. Na nowych pozycjach jednostki polskie umocniły się i przez cały dzień krwawo odpierały zaciekłe ataki niemieckie. Jednak pod wieczór jednostkom polskim zaczęło brakować amunicji. W tej sytuacji dowództwo Korpusu 12 maja 1918 roku podpisało akt kapitulacji. Żołnierzy polskich rozbrojono i wzięto do niewoli.
Żołnierze Legionów zostali potraktowani nie jako jeńcy, lecz jako zdrajcy. Pod zbrojną eskortą odwieziono ich do więzienia w Brześciu nad Bugiem, skąd trafili do obozów i więzień w głębi Niemiec.
Większość żołnierzy 3 Pułku Piechoty przewieziono do więzienia w Parchim (Meklemburgia), gdzie po wyrokach zaimprowizowanych sądów polowych trzymano ich z całą surowością prawa do listopada 1918 roku. Uwolnił ich rozpad Cesarstwa Niemieckiego po kapitulacji na froncie zachodnim w listopadzie 1918 roku.

## Żołnierze pułku
Komendanci pułku
- płk Homiński (wrzesień 1914)[18],
- ppłk Józef Haller (od października 1914 do końca marca 1915)[19],
- mjr Henryk Minkiewicz (od końca marca 1915 do 6 lipca 1916)[19],
- kpt. Józef Szczepan (w zastępstwie; od 6 lipca 1916 do 29 września 1916)[19],
- ppłk Władysław Sikorski (od 29 września 1916 do 6 października 1916)[19],
- mjr dr Józef Zając (w zastępstwie; od 6 października 1916 do 16 listopada 1916)[19],
- ppłk Andrzej Galica (od 16 listopada 1916 do 1 czerwca 1917)[19],
- mjr Włodzimierz Zagórski (od 1 czerwca 1917 do 10 lipca 1917)[19],
- kpt. Józef Szczepan (w zastępstwie; od 10 lipca 1917 do 30 sierpnia 1917)[19],
- mjr dr Józef Zając (od 30 sierpnia 1917 do 6 marca 1918)[19].

Oficerowie
- kpt. Karol Baczyński
- kpt. Eugeniusz Godziejewski
- kpt. lek. Jerzy Nadolski
- kpt. Stefan Pasławski
- kpt. Karol Udałowski
- por. Bolesław Fijałkowski
- por. Bolesław Greffner
- por. Józef Jaklicz
- por. Jan Łysek
- por. Bolesław Miś
- por. Alojzy Przeździecki
- por. Stefan Torma
- ppor. Jan Dudziński
- ppor. Feliks Hajduk
- ppor. Józef Halka
- ppor. Artur Harnwolf-Wilczyński
- chor. Mieczysław Czechowicz
- chor. Tomasz Strózik
- Franciszek Sudoł
- chor. Józef Zończyk Bohusz

Kapelani
- ks. Józef Panaś (od października 1914 do maja 1915)

Podoficerowie i szeregowcy
- Edward Brajewski
- Józef Górka
- Zygfryd Gross
- Kazimierz Hasała
- Alfred Hofbauer
- Jan Kądziela
- Zygmunt Kubat
- Jan Maniecki
- Feliks Markiewicz
- Edward Müller
- Jan Niedziołek
- Bronisław Obtułowicz
- Tadeusz Antoni Porębski
- Kazimierz Pruszkowski
- Andrzej Przerwanek
- Jan Rodzeń
- Emil Rogalski
- Stanisław Rydarowski
- Rafał Ryżewski
- Władysław Sanojca
- Zygmunt Siewiński
- Jan Słomka
- Stanisław Styrczula
- Jan Szarowicz
- Józef Szarowicz
- Józef Szerwiński
- Tadeusz Michał Toczyski
- Józef Henryk Wanat
- Edward Wania
- Józef Wetula
- Tadeusz Woleński
- Stanisław Wyszyński
- Bolesław Zając
- Teofil Zieliński

### Kawalerowie Virtuti Militari
Oficerowie i szeregowi byłego 3 pułku piechoty Legionów Polskich odznaczeni 17 maja 1922 Krzyżem Srebrnym Orderu Wojskowego Virtuti Militari.

1. st. szer. Wojciech Chyc
2. chor. Bronisław Chwaliński ps. „Orzechowski”, „Zemsta”
3. plut. Karol Ciżbok
4. por. Karol Complak
5. ppor. Stanisław Culic
6. mjr dypl. Józef Ćwiertniak
7. mjr Zygmunt Cšadek
8. por. Stanisław Krauss nr 7392
9. kpt. Władysław Krogulski nr 7369
10. kpt. Władysław Królikowski nr 7371
11. Włodzimierz Krynicki nr 7470
12. kpt. Julian Kulski nr 7370
13. por. Józef Kutyba nr 7393
14. st. sierż. Józef Szlamka

„Za czyny orężne w bojach byłego 3 pp Leg. Pol.” 204 oficerów i 1829 szeregowych zostało odznaczonych Krzyżem Walecznych, w tym 283 czterokrotnie, 324 trzykrotnie i 393 dwukrotnie. Wśród odznaczonych po raz 2, 3 i 4 był chor. Jan Niewola-Staszkowski, a odznaczonych po raz 1, 2 i 3 sierż. szt. Józef Lewandowski.